# Nikola Simović
Nikola Simović (...) è un giocatore di football americano serbo che gioca nel ruolo di wide receiver per i Beograd Vukovi.